# Metalofon

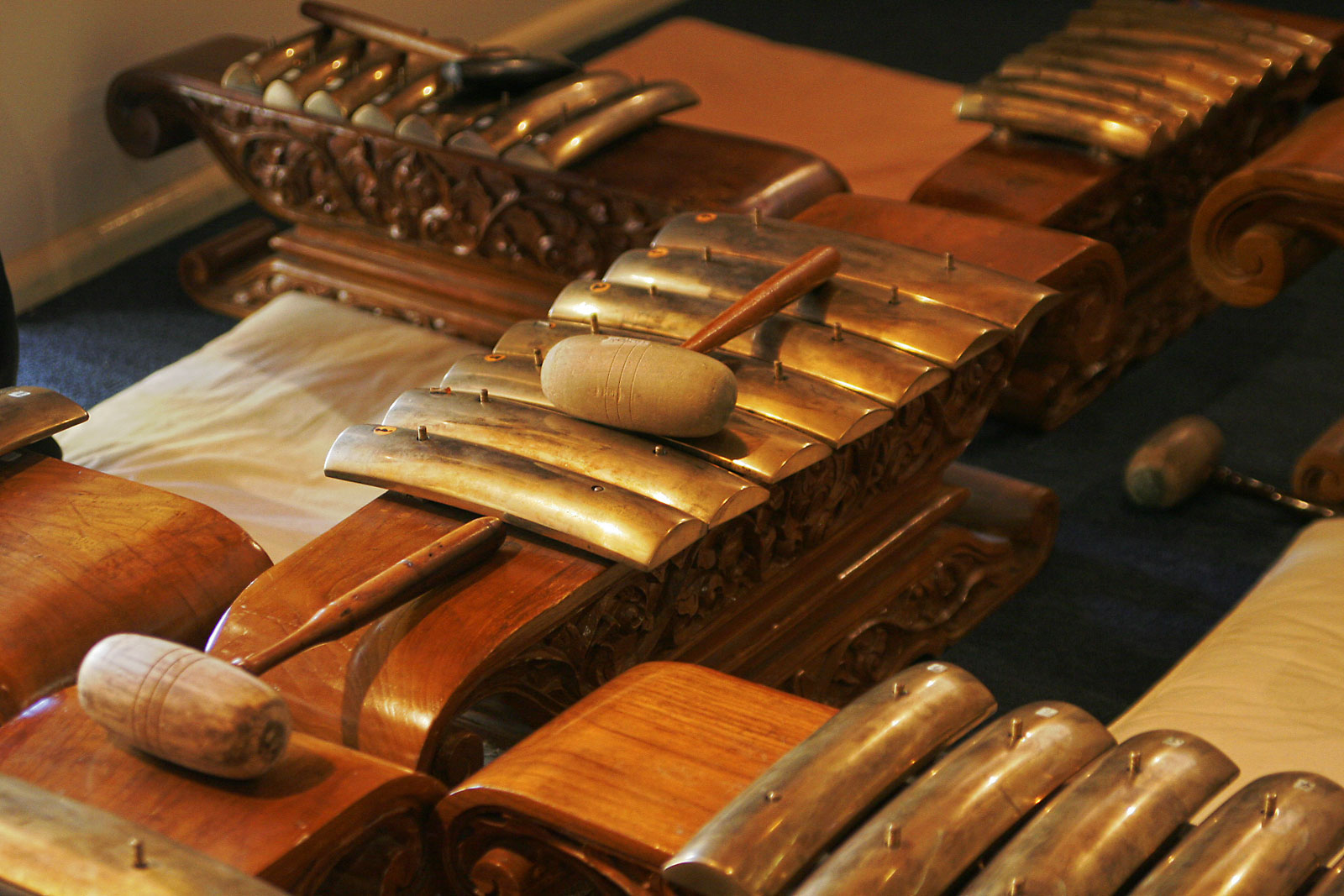
Metalofon používaný v Gamelanu — indonéská ambasáda v Canbeře

Metalofon je kovový idiofon, tj. jakýkoli hudební nástroj, ve kterém zvuk vzniká chvěním kovových částí (nikoli však strun), jako jsou laděné kovové pásy (tzv. kameny), trubky, tyče, misky nebo talíře (gongy). Obvykle se kovový předmět rozechvívá úderem paličky, ale může být také aktivován třením, pomocí klávesnice nebo jinými prostředky.
V Asii se metalofony používají v hudbě po tisíce let. V balijských a jávských gamelanových souborech se používá řada různých nástrojů: gendèr, gangsa, saron a další. Tyto nástroje jsou tvořeny jednou řadou kamenů laděných ve zvláštních stupnicích (pelog nebo slendro nebo jejich podmnožině). Zvonkohra a vibrafon jsou rovněž metalofony, mají však dvě řady kamenů, v obdobě klaviatury klavíru, a jsou laděny do chromatické stupnice.
Od 20. století se pojem metalofon někdy používá pro označení nástroje s jednou řadyou kovových těles zavěšenýh nad rezonátorem. Metalofony laděné do diatonické stupnice s barevně označenými kameny se běžně používají jako hračka pro děti, často jsou chybně označeny jako xylofon, což je však nástroj s dřevěnými ozvučnými elementy.

## Přehled metalofonů

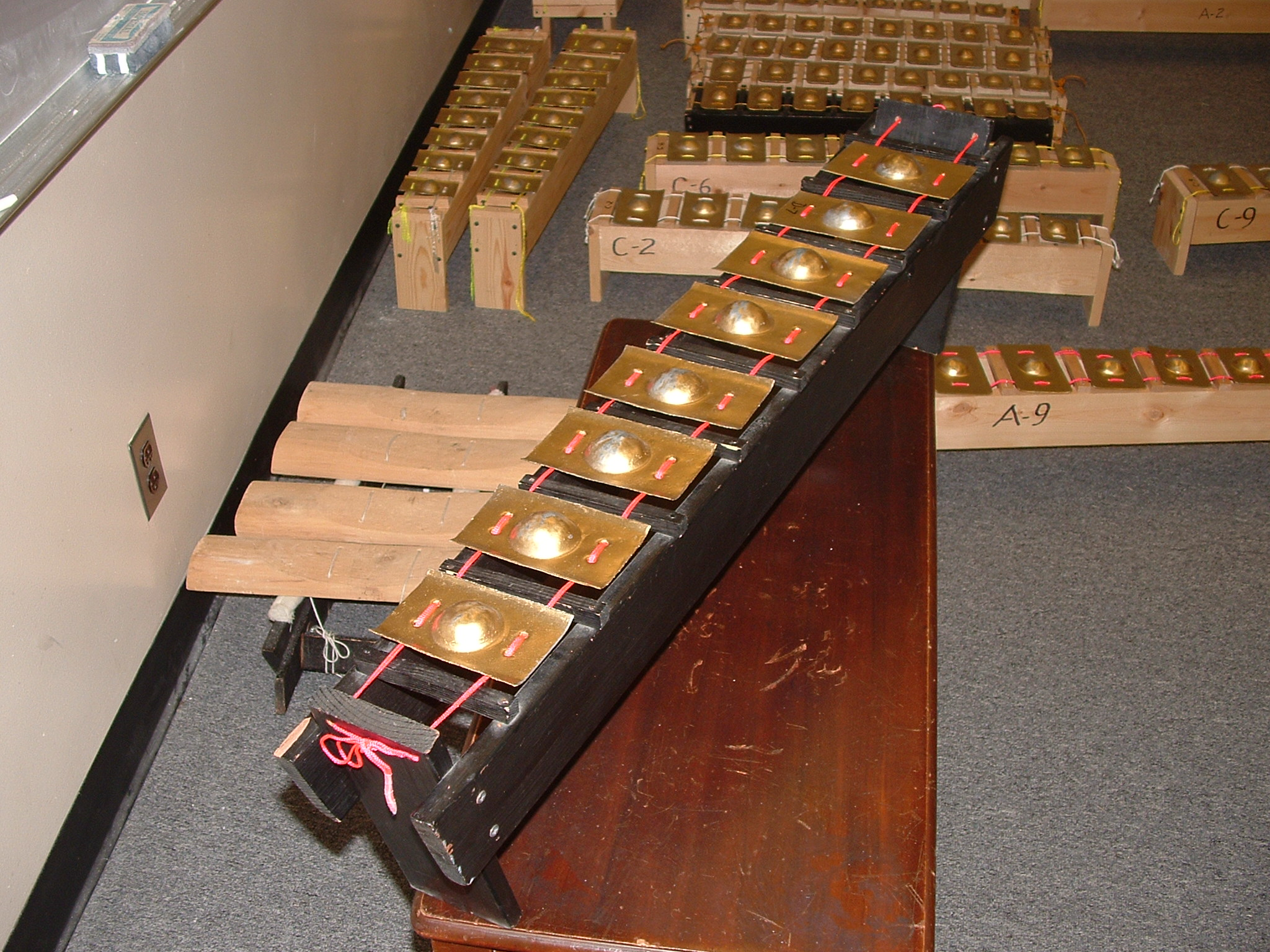
Kulintang a Tiniok: Filipínský metalofon

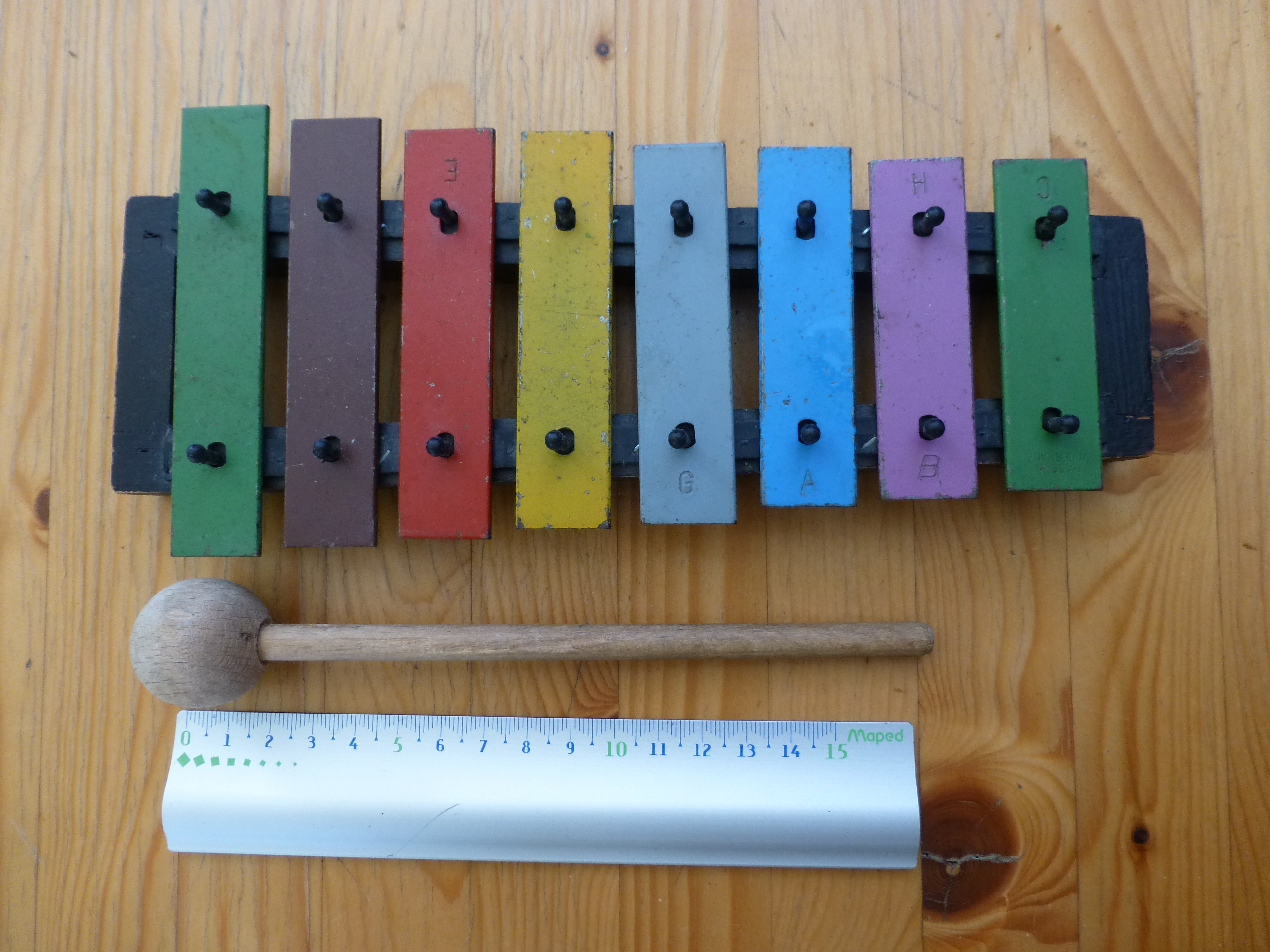
Dětský metalofon (zvonkohra), kameny jsou obvykle rozlišeny barevně a navíc označeny písmeny udávajícími tón

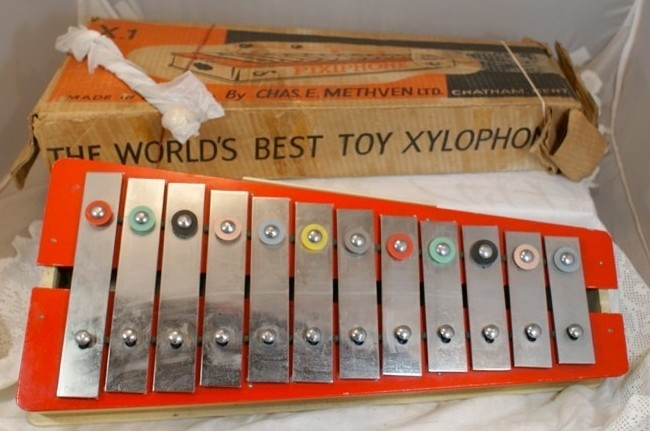
Dětský metalofon (zvonkohra) chybně označený jako xylofon

- Celesta
- Geger
- Gender
- Gong
- Kravské zvonce
- Krotaly
- Kulintang a Tiniok / Sarunay
- Rhodský klavír
- Ruční zvonky
- Tam-tam
- Triangl
- Trubicové zvony
- Vibrafon
- Zvon
- Zvonkohra